# マイク・ポージー
マイク・ポージー（Mike Posey、1977年8月30日- ）は、アラバマ州バーミングハム出身のプロレスラー、レフェリー。
当初はアラバマ州やジョージア州で活動した。
テネシー州ナッシュビルを本拠地としたペイ・パー・ビュー放送をしているTNAに所属したレスラーであり、ドロップキック・ポージーと呼ばれた。
WWEに所属しており、レッスルマニアXXIIIでレフェリーを務めた。
2008年のレッスルマニアXXIVでは、チャボ・ゲレロがレッスルマニア史上2番目に短いわずか11秒でケインに敗れた試合のレフェリングを担当した。
2009年1月にWWEから解雇された。